# Bernexpo

Logo

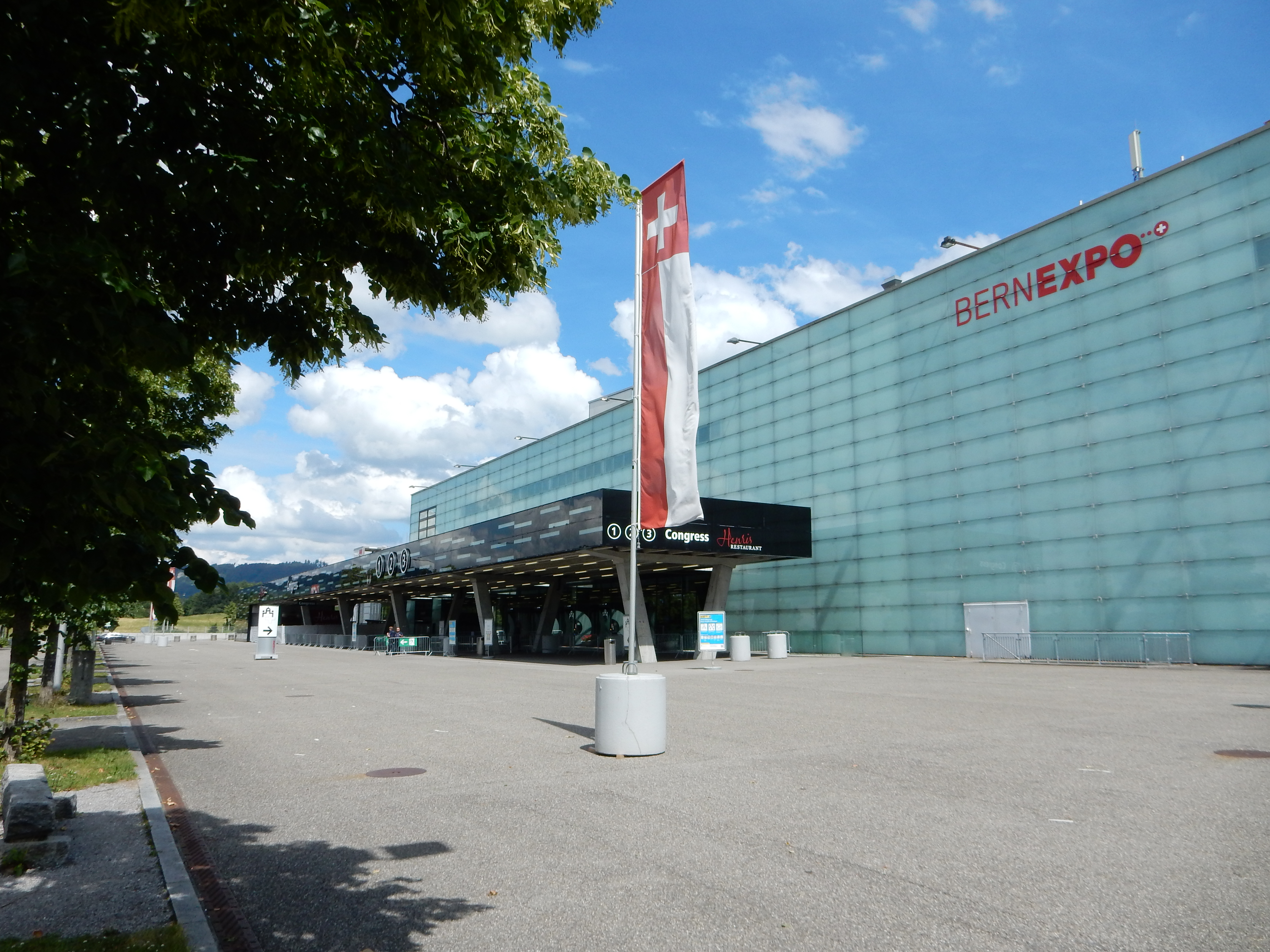
Bernexpo während der Session der eidgenössischen Räte während der Covid-19-Pandemie

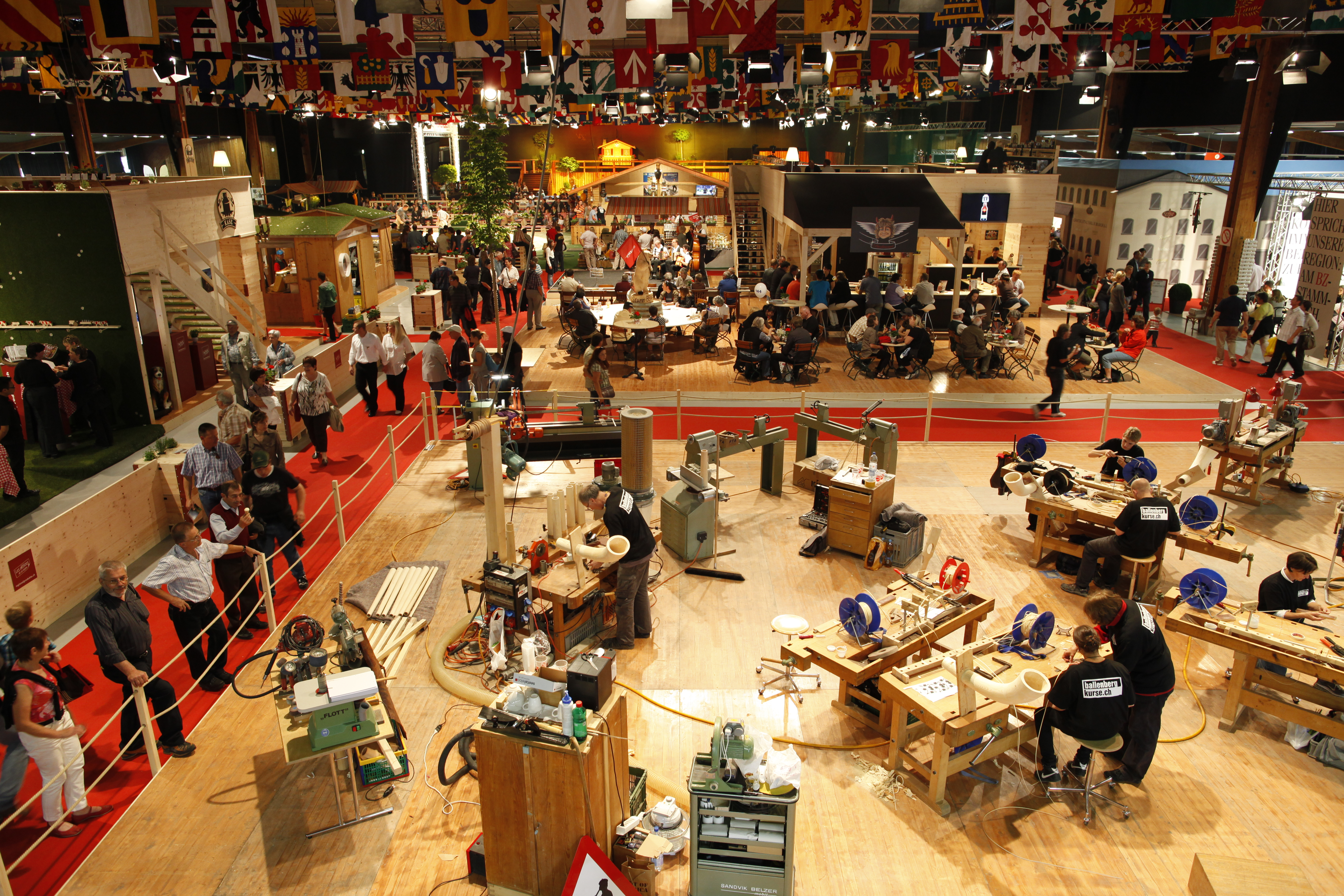
Eine Halle der Bernexpo

Die BERNEXPO (bis Mitte April 2011 BEA bern expo) ist das Messe- und Ausstellungsgelände von Bern. Das im Beundenfeldbezirk gelegene BERNEXPO-Gelände ist eines der grössten Messegelände der Schweiz: Acht Messehallen in zwei Gebäudekomplexen vereinen rund 40 000 m² Veranstaltungsfläche in 22 Hallen sowie 100 000 m² Freigelände. Die BERNEXPO GROUPE beschäftigte 2011 rund 100 Mitarbeitende. 2020 waren 130 Beschäftigte bei der Bernexpo Gruppe tätig. 2021 betrug der Umsatz 22,8 Mio. Euro und lag damit wie 2020 50 % unter dem normalen Umsatz außerhalb der COVID-19-Pandemie. 2022 erhielt die Bernexpo 1,4 Millionen Franken staatliche Härtefallhilfen, nach 13,2 Millionen Franken 2021. Von daher resultierte 2022, bei einem Umsatz von fast 42 Millionen Franken, ein Reingewinn von 864’000 Franken.
Die BERNEXPO GROUPE organisiert auch Messen und Kongresse an weiteren Standorten in der ganzen Schweiz.
Die verschiedenen Ausstellungen haben rund eine Million Besucher pro Jahr. Das Gelände wurde 1958 zum ersten Mal für die BEA genutzt.
Tom Winter ist der CEO der BERNEXPO AG.

## Veranstaltungen und Messen
- BEA mit 334’000 Besuchern 2025
- Herofest (Nachfolger der Suisse Toy) mit 20'800 Besuchern 2022[6]
- Suisse Caravan Salon mit 55'000 Besuchern 2022
- SuisseNautic mit rund 15'000 Besuchern 2019[7]
- Suisse Public
- Monatura (vorher: Fischen Jagen Schiessen) mit 14'000 Besuchern 2023
- BAM
- SwissDidac/WorldDidac
- Ornaris
- SuissePublic
- SwissSkills
- SINDEX
- BLE.ch
- Innoteq
- Fespo mit 50'000 Besuchern 2023
- Motofestival (2023 und 2024)[8][9][10][11]
- Weinmesse[12]

## Alte Berner Festhalle

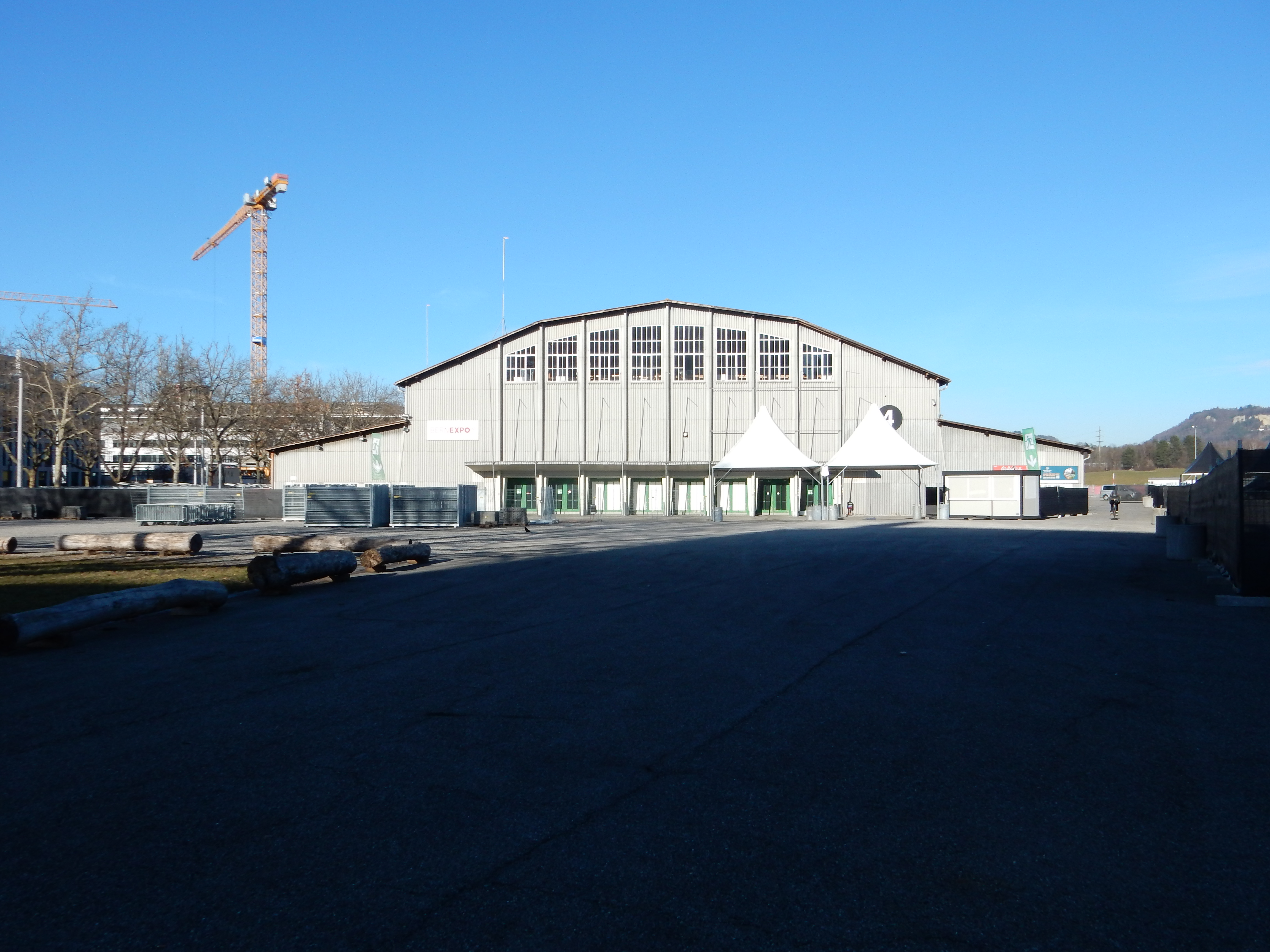
Alte Festhalle Bern

Wie die Messepark Bern AG mitteilte, wird die einst als Provisorium geplante Festhalle, mit Baujahr 1948, im Anschluss an die BEA 2023 abgerissen und bis 2025 durch einen Neubau ersetzt. Einst traten weltberühmte Bands in der Festhalle auf, darunter: die Bee Gees (1968), The Rolling Stones (1973), Deep Purple (1974), Jethro Tull mit Aufnahmen des Livealbums Bursting Out (1978), AC/DC (1979) und Metallica (1988). Während der Covid-19-Pandemie wurde die Festhalle vom Berner Stadtrat und vom Grossen Rat des Kantons Bern für Sitzungen und Sessionen benutzt. Im Mai 2021 wurde darin das Impfzentrum des Kantons Bern eingerichtet. Im Mai 2024 wurde bekannt, dass die BKW 10 Prozent der Aktien der Messepark Bern AG übernommen hat, damit letztere ihre Liquidität halten kann.

## Neue Berner Festhalle
Die neue Festhalle wurde am 25. April 2025 im Ramen der BEA 2025 offiziell eröffnet. Sie umfasst neben der grossen Halle, die Platz für 9.000 Personen bietet, aus dem sogenannten "Cube" für bis zu 1.200 Personen.